# Laavinia Jaiganth
Laavinia Jaiganth (* 22. Januar 2006) ist eine singapurische Leichtathletin, die sich auf den Sprint spezialisiert hat. 2023 wurde sie Asienmeisterin im 100- und 200-Meter-Lauf und siegte über 200 Meter bei den Asienspielen. Zudem gewann sie zahlreiche Medaillen bei den Südostasienspielen und zählt damit zu den erfolgreichsten Leichtathletinnen ihres Landes.

## Sportliche Laufbahn
Erste internationale Erfahrungen sammelte Laavinia Jaiganth im Jahr 2024, als sie bei den U20-Asienmeisterschaften in Dubai mit 59,40 s in der Vorrunde im 400-Meter-Lauf ausschied und mit der singapurischen Mixed-Staffel über 4-mal 400 Meter mit 3:39,99 min den Finaleinzug verpasste. Anschließend schied sie bei den U20-Weltmeisterschaften in Lima mit 54,66 s in der ersten Runde über 400 Meter aus. Im Jahr darauf kam sie bei den Asienmeisterschaften in Gumi mit 57,71 s nicht über den Vorlauf über 400 Meter hinaus und belegte mit der 4-mal-100-Meter-Staffel in 44,66 s den fünften Platz. Anschließend schied sie bei den World University Games in Bochum mit 12,41 s und 55,90 s jeweils in der ersten Runde über 100 und 400 Meter aus.
2024 wurde Jaiganth singapurische Meisterin im 200- und 400-Meter-Lauf sowie 2025 in der 4-mal-100-Meter-Staffel.

## Persönliche Bestleistungen
- 100 Meter: 12,24 s (+0,3 m/s), 13. März 2025 in Singapur
- 200 Meter: 24,59 s (−0,2 m/s), 25. April 2025 in Singapur
- 400 Meter: 54,66 s, 28. August 2024 in Lima (singapurischer U20-Rekord)